# 芦田高子
芦田 高子（あしだ たかこ、1907年（明治40年）10月1日 - 1979年（昭和54年）3月13日）は、日本の歌人。

## 経歴
芦田高子は、岡山県勝田郡勝北町（現・津山市）に生まれた。高等女学校を経て、梅花女子専門学校（現・梅花女子大学短期大学部）国文科を卒業後、婦女世界社の編集部に入社。そのころ二つ年下の医学生と知り合い、1931年（昭和6年）に結婚。門野高子となる。高子は、学資を援助したり面倒をみて医師に育てたという。その後、パルモア英学院（現・パルモア学院専門学校、啓明学院）、三省堂大阪支店出版課に勤務した。
そして、夫が能登の生地で開業することとなり、高子も石川県鹿島郡鳥屋町（現・中能登町）に移住。主婦としての仕事と共に医業の雑務などもこなした。1947年（昭和22年）「新歌人社」を創立、歌誌「新歌人」を創刊し主宰する。しかし、歌誌の編集を手伝わせていた愛弟子のＨ子と夫との間に関係ができてしまう。そして夫は次第に高子に暴力を加えるようになる。1951年（昭和26年）離婚、芦田姓に戻す。青春をかけて育てた夫に裏切られて、高子は夫を徹底的に憎み呪いつづけたという。同年、第一歌集 「流檜」（新興出版社）を出版する。
1953年（昭和28年）高子は、石川県河北郡内灘村（現・内灘町）で起きたアメリカ軍の試射場に対する反対運動、「内灘闘争」に参加する。そして1954年（昭和29年）に歌集「内灘」（第二書房）、1959年（昭和34年）に歌集「北ぐに」（日本文芸社）を出版。1963年（昭和38年）、当時のソ連にて、歌集「内灘」と「北ぐに」が「芦田高子撰集」として翻訳出版される。1966年（昭和41年）、中国作家出版社からの「驚雷集」に、歌集「内灘」と「北ぐに」の作品が掲載される。
しかし同年、神戸駅で列車からホームに降りて弁当を買った時、お釣りに手間取る間に列車が動き出し、飛び乗ろうとして転落。全身の骨11本を折る全治8ヶ月の重傷を負う。病院では全身が包帯で白い達磨のようだったという。1968年（昭和43年）歌集「兼六園」（新歌人社）を出版。1971年（昭和46年）金沢市尾山神社境内に歌碑が建てられる。同年、歌集「白き魔」（北国出版社）を出版。また同年、北國文化賞を受賞。
1973年（昭和38年）早発生脳軟化症により金沢市の城北病院に入院（その後、石川県立高松病院に転院） 。1974年（昭和39年）「芦田高子選集〈短歌編〉」（北国出版社）が出版される。
1979年（昭和54年）3月13日、金沢市の石川県立済生会病院にて死去。71歳だった。